# Recova
La recova es un elemento arquitectónico en el que en la acera se permite construir en su parte superior, quedando la misma techada para protección de los transeúntes. 

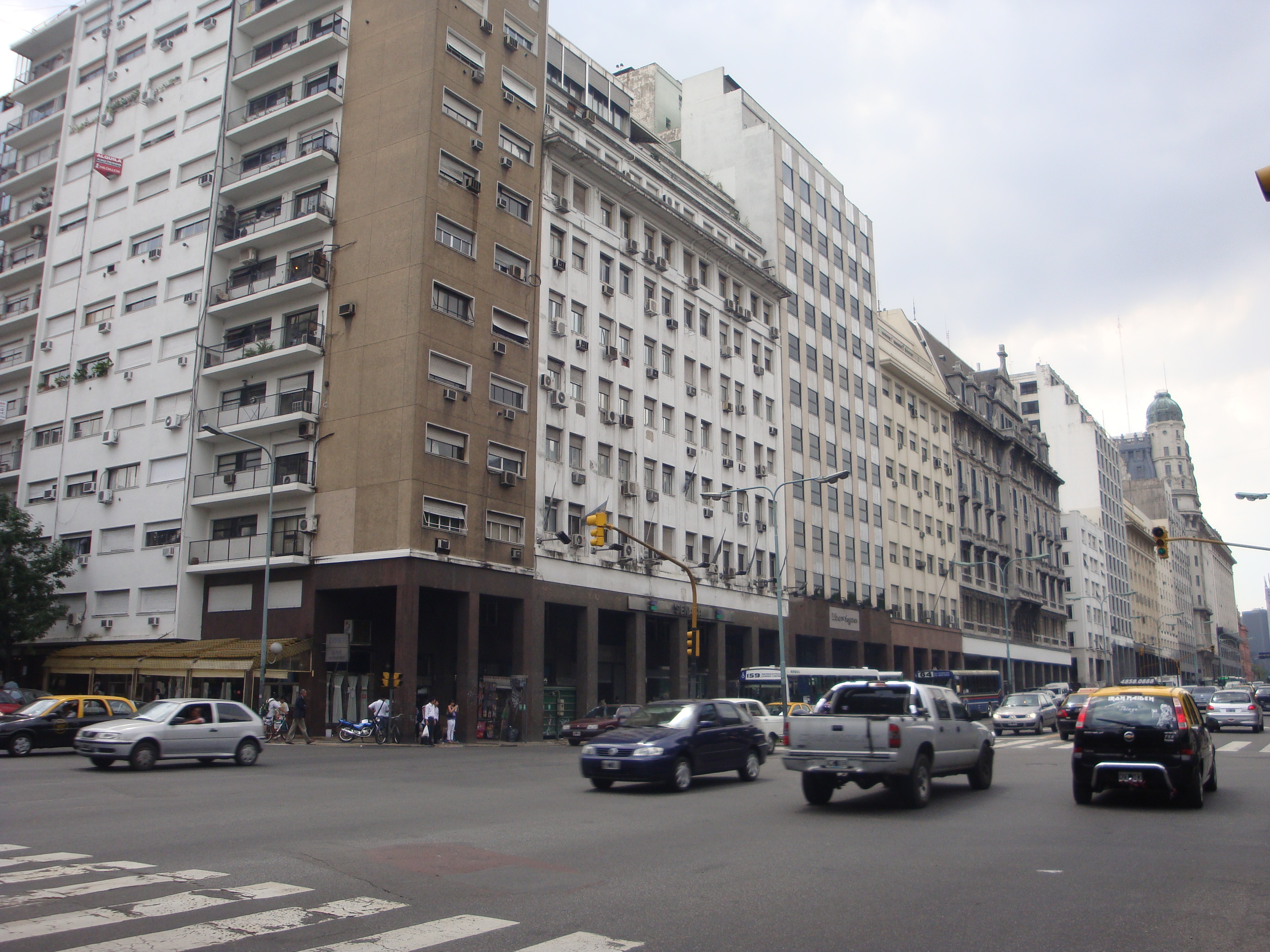
Av. Paseo Colón y Avenida Belgrano en donde se percibe la recova sobre la primera.

## Descripción
En general, las recovas cuentan con columnas dispuestas cerca de la calzada, ya sea calle, avenida, etc., y dichas columnas soportan una parte del peso de estructura sobre la vereda.
Algunos códigos edilicios exigen el techado de la vereda, aun cuando no se construya nada encima (por ejemplo, en el Edificio CHACOFI, que tiene recova a pesar de que no hay nada construido sobre la vereda y que la construcción de la torre está retirada de la línea municipal).
Los antiguos cabildos coloniales son un ejemplo de edificios con recova.